# Fort Louvois

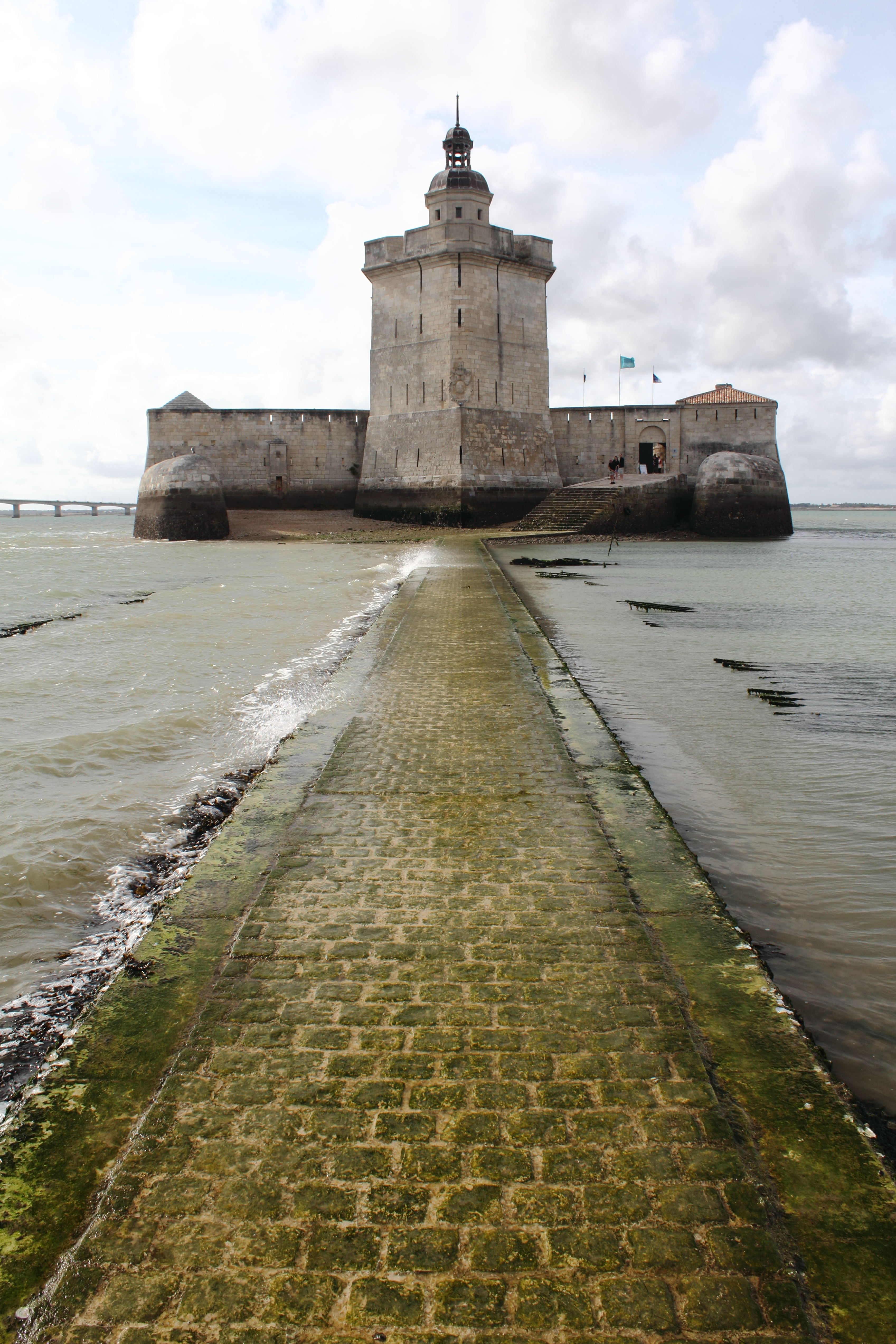
Fort Louvois, gepflasterter Zugangsweg, bei Ebbe begehbar.

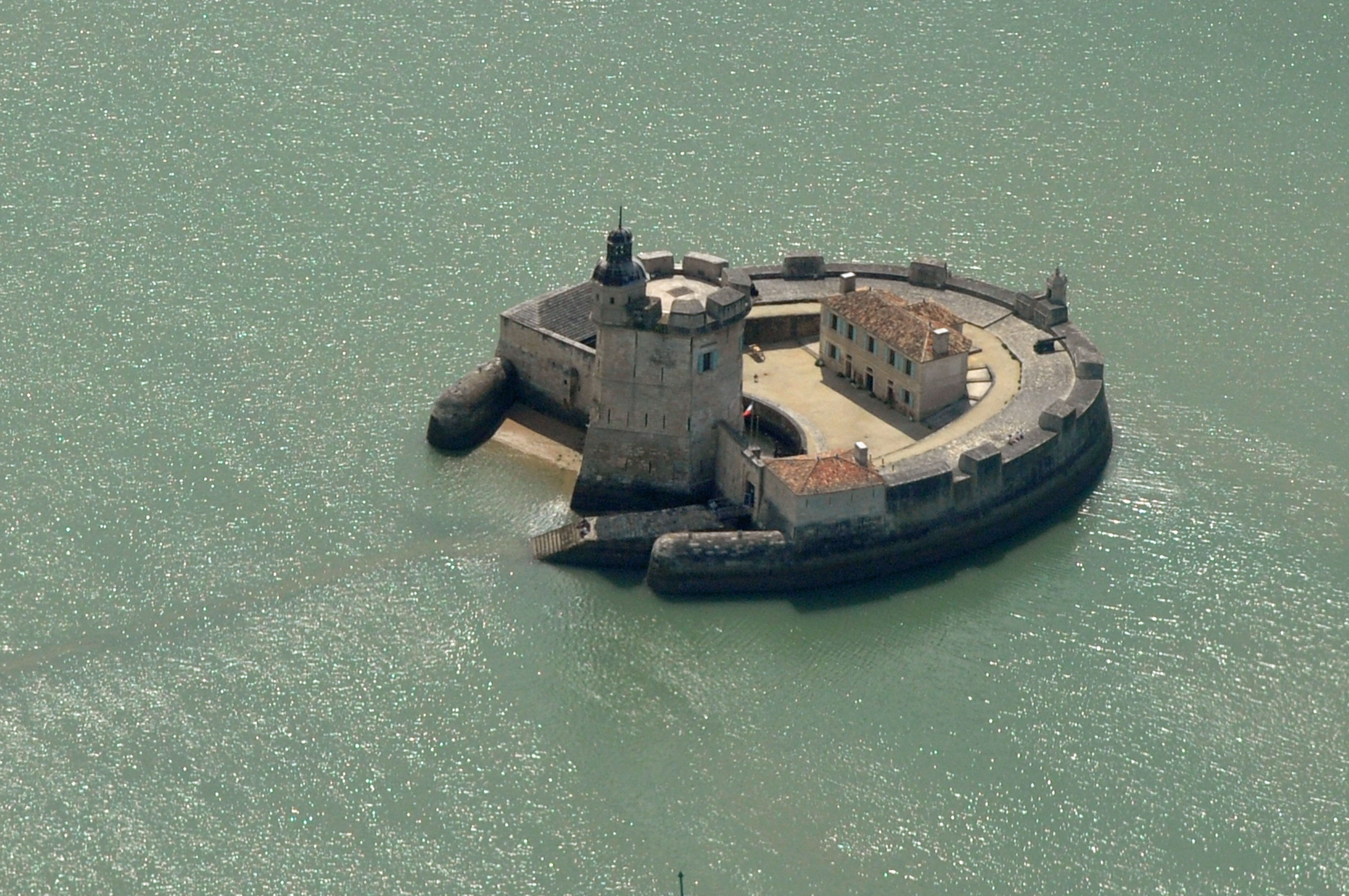
Fort Louvois bei Flut

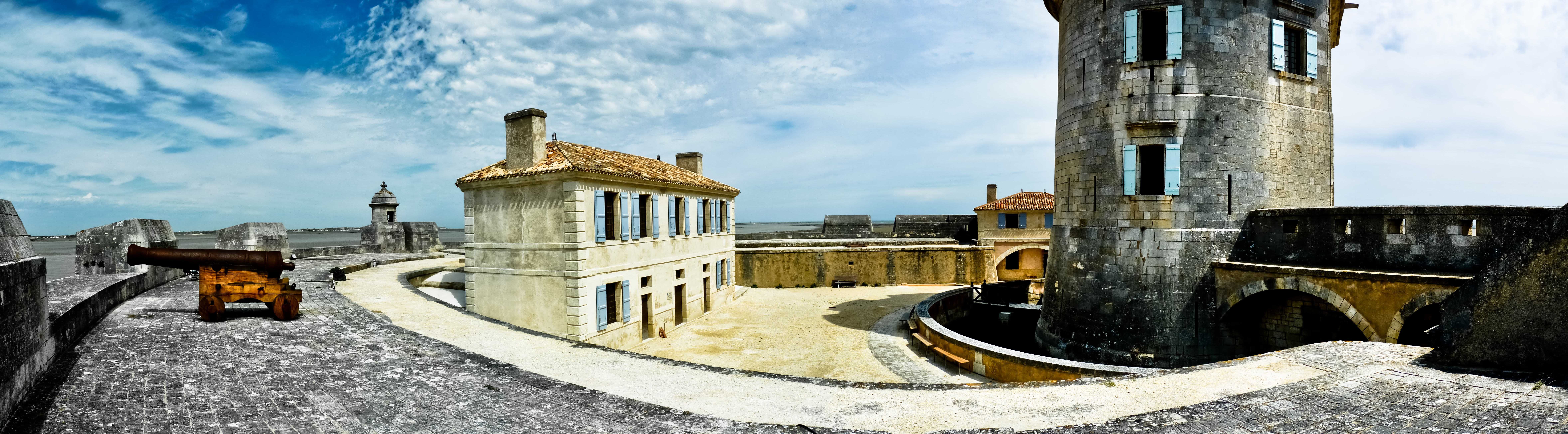
Innere des Forts mit Wehrturm rechts

Das Fort Louvois (auch Fort du Chapus genannt) ist eine auf dem Felsen von Chapus im Meer erbaute Festung. Sie liegt auf dem Seegebiet der Gemeinde Bourcefranc-le-Chapus gegenüber der auf der Insel Oléron befindlichen Zitadelle Château-d’Oléron. Der Chapus-Felsen gehört zum Charentais-Archipel im Departement Charente-Maritime, Frankreich.

## Architektur
Es handelt sich um ein auf See völlig isoliertes Verteidigungsbauwerk, das durch einen Pier mit dem Kontinent verbunden und nur bei Ebbe zugänglich ist.
Der von weitem sichtbare fünfstöckige Wehrturm des Forts hat oben auf der dem Festland zugewandten Seite noch einen Eckwachturm. Der Vorsprung dieses Wachturms war ursprünglich mit einem großen Königswappen versehen, das während der Französischen Revolution verstümmelt wurde. Ein Wassergraben, der sich bei Flut füllt, trennt den Wehrturm vom Rest der Festung. Eine Zugbrücke ermöglicht den Zugang zum Fort und eine zweite zum Turm.
Das gesamte Fort hat die Form eines Hufeisens mit einer maximalen Länge von etwa 55 Metern. Die Umfassungsmauer beherbergt rechts und links des Hauptturms ein Pulvermagazin und eine Kaserne. Im Innenhof befinden sich Militärgebäude und Lager. Der westliche Vorsprung der umgebenden Mauer wird von einem Wachtürmchen flankiert.

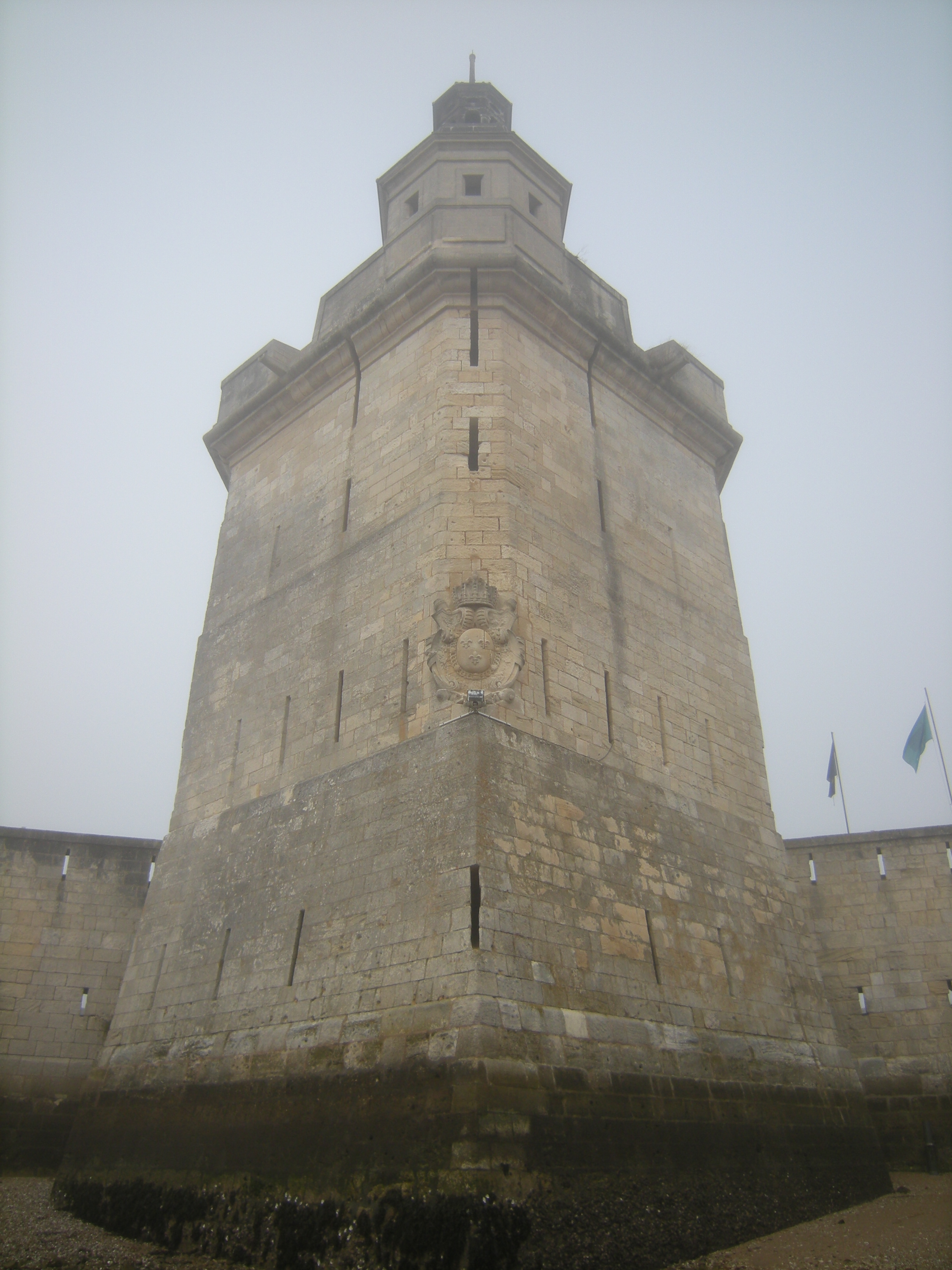
Am Fuße des Wehrturms

## Geschichte
Fort Louvois war das letzte maritime Bauwerk, dessen Errichtung im 17. Jahrhundert von König Ludwig XIV. als Bestandteil einer Reihe von See-Festungen zum Küstenschutz beschlossen wurde. Dazu sollte unter anderem auch das später erbaute weiter nördlich gelegene Fort Boyard gehören.
Durch die Lage des Chapus-Felsens in der Meerenge Pertuis de Maumusson zwischen Festland und der Insel Oléron sollte der südliche Zugang zum damals wichtigen Marinestützpunkt Rochefort abgeriegelt werden.
Errichtet wurde die Festung ab 1691 nach den Plänen des namensgebenden französischen Kriegsministers Marquis de Louvois, der den königlichen Ingenieur François Ferry mit dem Bau beauftragte. Nach dem Tode von Louvois am 16. Juli 1691 wurde das Projekt von Festungsbaumeister Vauban übernommen, der einige Einschränkungen und Änderungen bewirkte und dem Bauwerk die endgültige Hufeisenform gab. Der König hatte ein besonderes Interesse am Fortschreiten der Baustelle, die Arbeiter waren Tag und Nacht (mit Fackeln) im Einsatz, um alle Momente der Ebbe auszunutzen. Das Fundament wurde am 20. Oktober 1691 fertiggestellt und das gesamte Fort bis zum Jahre 1694 vollendet.
Während des 18. Jahrhunderts wurde das Fort umgebaut, um mit der Weiterentwicklung der Waffentechnik Schritt zu halten, insbesondere wurde die Anzahl der ursprünglich sechzehn Schießscharten auf zehn reduziert. Damals entstand die heutige Form des Bauwerks.
Im 19. Jahrhundert war das Fort Sitz einer Garnison. Es wurden Kanonen und Haubitzen installiert, um somit das militärische Potential der Anlage zu erhalten. Schließlich wurde die Festung 1889 als Militärobjekt stillgelegt.
Sie steht seit dem 14. Juni 1929 unter Denkmalschutz und wurde während des Zweiten Weltkriegs bei der Befreiung von Marennes am 10. September 1944 schwer bombardiert. 1960 wurde die Anlage von der Gemeinde Bourcefranc-le-Chapus übernommen und danach unter der Leitung der Regionalverwaltung für kulturelle Angelegenheiten vollständig restauriert.
Seit 1972 beherbergt die Festung ein Museum zur für die Region charakteristischen Austernzucht (Austernbänke befinden sich unmittelbar neben dem Damm, der die Festung mit dem Ufer verbindet). Das Fort beherbergt auch eine Dauerausstellung zur Geschichte der Festung mit ausgestellten Modellen von Befestigungsanlagen an der Küste der Charente-Region. Im Sommer bringt ein Shuttleboot, das bei Flut verkehrt, Besucher zur Festung. Bei Ebbe ist die Festung über den 400 Meter langen gepflasterten Damm erreichbar.
Im Jahr 2010 wurde die Festung während des Orkans Xynthia (wie auch schon während des Orkans Martin im Dezember 1999) überflutet, wodurch die Zugbrücke beschädigt und abgerissen wurde. Trotzdem konnte das Fort im gleichen Jahr 2010 immer noch mehr als 26.000 Besucher verzeichnen.

Panorama Fort Louvois mit Brücke zur Insel Oléron